# Liste der Kulturdenkmale in Boderitz (Bannewitz)
Die Liste der Kulturdenkmale in Boderitz enthält die in der amtlichen Denkmalliste des Landesamtes für Denkmalpflege Sachsen ausgewiesenen Kulturdenkmale im Bannewitzer Ortsteil Boderitz.
Die Anmerkungen sind zu beachten.
Diese Liste ist eine Teilliste der Liste der Kulturdenkmale im Landkreis Sächsische Schweiz-Osterzgebirge.
Diese Liste ist eine Teilliste der Liste der Kulturdenkmale in Sachsen.

## Legende
- Bild: Bild des Kulturdenkmals, ggf. zusätzlich mit einem Link zu weiteren Fotos des Kulturdenkmals im Medienarchiv Wikimedia Commons. Wenn man auf das Kamerasymbol klickt, können Fotos zu Kulturdenkmalen aus dieser Liste hochgeladen werden:
- Bezeichnung: Denkmalgeschützte Objekte und ggf. Bauwerksname des Kulturdenkmals
- Lage: Straßenname und Hausnummer oder Flurstücknummer des Kulturdenkmals. Die Grundsortierung der Liste erfolgt nach dieser Adresse. Der Link (Karte) führt zu verschiedenen Kartendiensten mit der Position des Kulturdenkmals. Fehlt dieser Link, wurden die Koordinaten noch nicht eingetragen. Sind diese bekannt, können sie über ein Tool mit einer Kartenansicht einfach nachgetragen werden. In dieser Kartenansicht sind Kulturdenkmale ohne Koordinaten mit einem roten bzw. orangen Marker dargestellt und können durch Verschieben auf die richtige Position in der Karte mit Koordinaten versehen werden. Kulturdenkmale ohne Bild sind an einem blauen bzw. roten Marker erkennbar.
- Datierung: Baubeginn, Fertigstellung, Datum der Erstnennung oder grobe zeitliche Einordnung entsprechend des Eintrags in der sächsischen Denkmaldatenbank
- Beschreibung: Kurzcharakteristik des Kulturdenkmals entsprechend des Eintrags in der sächsischen Denkmaldatenbank, ggf. ergänzt durch die dort nur selten veröffentlichten Erfassungstexte oder zusätzliche Informationen
- ID: Vom Landesamt für Denkmalpflege Sachsen vergebene, das Kulturdenkmal eindeutig identifizierende Objekt-Nummer. Der Link führt zum PDF-Denkmaldokument des Landesamtes für Denkmalpflege Sachsen. Bei ehemaligen Kulturdenkmalen können die Objektnummern unbekannt sein und deshalb fehlen bzw. die Links von aus der Datenbank entfernten Objektnummern ins Leere führen. Ein ggf. vorhandenes Icon  führt zu den Angaben des Kulturdenkmals bei Wikidata.

## Boderitz
| Bild | Bezeichnung | Lage                              | Datierung                    | Beschreibung | ID       |
| ---- | --- | --------------------------------- | ---------------------------- | --- | -------- |
|      | Denkmalschutzgebiet Rundling Boderitz | (Karte)                           |                              | | 09301803 |
|      | Wohnstallhaus (Teichplatz 5), Seitengebäude (Cunnersdorfer Straße 1/3, ehemals Teichplatz 5a), Scheune (hinter Nr. 5) und Toranlage (Torbogen und Pforte) eines Bauernhofes | Cunnersdorfer Straße 1; 3 (Karte) | bez. 1828                    | Dorfbildprägende Massivbauten, baugeschichtlich, sozialgeschichtlich und wirtschaftsgeschichtlich von Bedeutung. Putzfassaden, massiv, Eingang mit Girlande | 08964267 |
|      | Sachgesamtheitsbestandteil der Sachgesamtheit Windbergbahn, Teilabschnitt Bannewitz, OT Boderitz, mit den Einzeldenkmalen: Gewölbedurchlass und Myriameterstein (siehe Obj. 09301632) sowie als Sachgesamtheitsteil der Streckenverlauf und das Postenhaus GH 4 (Schachtstraße 6) (siehe auch Sachgesamtheit 09301623)                                                   | Schachtstraße (Karte)             | 1855–1856                    | Sachgesamtheit mit allen Bahnanlagen, darunter Gleisanlagen mit Unter- und Oberbau, Streckenkilometrierung, Fernmelde- und Signalanlagen, Bahnstationen einschließlich aller Funktionsbauten, Wärterhäuschen, Brücken und Durchlässen in den Gemeinden Freital (OT Potschappel, Birkigt, Burgk und Kleinnaundorf), Bannewitz (OT Bannewitz, Boderitz, Cunnersdorf, Hänichen und Possendorf) und Dresden (OT Gittersee), technisch herausragende, singuläre Gebirgsstrecke aus der Frühzeit der Eisenbahngeschichte zum Transport der im Freitaler Revier abgebauten Steinkohle und Anbindung der hiesigen Industrie von industriegeschichtlicher und eisenbahngeschichtlicher sowie ortshistorische Bedeutung. Die Windbergbahn entstand aus einer Kohlenbahn für den Abtransport der Hähnichener Steinkohle ins Weißeritztal, der Hähnichener Kohlenzweigbahn von 1856. Sachsenkönig Johann bezeichnete sie 1857 erstmals als „Sächsische Semmeringbahn“. Bereits ab 1857 wurde die Strecke auch für Personenverkehr genutzt. Das heutige Erscheinungsbild wurde 1907 entscheidend geprägt durch Errichtung mehrerer Hochbauten. Die 1856 durch Guido Brescius entworfene Strecke hatte ein Neigungsverhältnis von 1:40 (25 Prozent). Auf dem ersten Bauabschnitt (Talstation bis zum heutigen Bahnhof Gittersee) wurden 120 Höhenmeter auf nur 1600 m Luftlinie überwunden, mit einer gestreckten Trassenlänge von 5700 m. Insgesamt überwand die Bahn bis Possendorf einen Höhenunterschied von knapp 157 m, überfuhr 21 Brücken, Durchlässe und 41 Gleisbögen, den kleinsten mit nur 84 m. Ab 1951 erste Teilstilllegungen, seit 1980 unter Denkmalschutz, 1993 vollständige Betriebseinstellung. – Gewölbedurchlass aus Sandstein und Myriameterstein (1894/95) Sachgesamtheitsteil: Postenhaus GH 4 (Schachtstraße 6), saniert, Zeugnis der Albertsbahn (1855/56 bis 1906) | 09301631 |
|      | Einzeldenkmale in der o. g. Sachgesamtheit im Teilabschnitt Bannewitz, OT Boderitz: Gewölbedurchlass und Myriameterstein (siehe Sachgesamtheitsbestandteilsliste, OT Boderitz – Obj. 09301631) | Schachtstraße                     | 1907 (Gewölbedurchlass)      | Gewölbedurchlass aus Sandstein und Myriameterstein als original erhaltene Zeugnisse der Windbergbahn von verkehrsgeschichtlicher Bedeutung, der Myriameterstein darüber hinaus als seltenes Zeugnis der Kilometrierung von technikgeschichtlicher Bedeutung. Gewölbedurchlass: km 9,9, Sandstein, 1855, um 1907 vermutlich im Rahmen der Bauarbeiten zur Trassenverlängerung nach Possendorf erneuert. Myriameterstein (Schachtstraße): Sandstein, 1894/95, km 10 (=10.000 m) Inschrift: 1 M Die Windbergbahn entstand aus einer Kohlenbahn für den Abtransport der Hänichener Steinkohle ins Weißeritztal, der Hänichener Kohlenzweigbahn von 1856. Sachsenkönig Johann bezeichnete sie 1857 erstmals als „Sächsische Semmeringbahn“. Bereits ab 1857 wurde die Strecke auch für Personenverkehr genutzt. Das heutige Erscheinungsbild wurde 1907 entscheidend geprägt durch Errichtung mehrerer Hochbauten. Die 1856 durch Guido Brescius entworfene Strecke hatte ein Neigungsverhältnis von 1:40 (25 Prozent). Auf dem ersten Bauabschnitt (Talstation bis zum heutigen Bahnhof Gittersee) wurden 120 Höhenmeter auf nur 1600 m Luftlinie überwunden, mit einer gestreckten Trassenlänge von 5700 m. Insgesamt überwand die Bahn bis Possendorf einen Höhenunterschied von knapp 157 m, überfuhr 21 Brücken, Durchlässe und 41 Gleisbögen, den kleinsten mit nur 84 m. Ab 1951 erste Teilstilllegungen, seit 1980 unter Denkmalschutz, 1993 vollständige Betriebseinstellung. | 09301632 |
|      | Einzeldenkmal der Sachgesamtheit Marienschacht: ehemalige Expedition des Schachtes (siehe auch Obj. 08964242, Schachtstraße 8, 10, 12) | Schachtstraße 8 (Karte)           | vor 1900 (Expedition)        | Baugeschichtliche und ortsgeschichtliche Bedeutung. Ehem. „Expedition“ (in diesem Fall Kontorgebäude) des Steinkohlebergwerkes Marienschacht, zweigeschossiger massiver Putzbau mit flachem Walmdach, Ende 19. Jahrhundert. Der Marienschacht war ein Zweigwerk der Burgker Steinkohlenwerke. Er ist als Ensemble, zu dem auch dieses Gebäude gehört, von besonderer baugeschichtlicher und ortsgeschichtlicher Bedeutung. LfD/2014. Zweigeschossiger massiver Putzbau, intaktes Wand-Öffnungs-Verhältnis, flaches Walmdach, Sandsteingewände | 09221632 |
|      | Sachgesamtheit Marienschacht, mit folgenden Einzeldenkmalen: Schachtturm (Malakoffturm), Fördermaschinenhaus, ehemaliges Kesselhaus, Sozialgebäude mit Kaue, Heizkesselhaus sowie Sandstein-Verlademauern (siehe Obj. 09301516, Schachtstraße 12), ehemalige Expedition (siehe 09221632, Schachtstraße 8) und ehemaliges Huthaus (siehe Obj. 09221627, Schachtstraße 10) | Schachtstraße 8; 10; 12 (Karte)   | 1886–1959 (Bergbauanlage)    | Anlage von besonderer bergbaugeschichtlicher, technikgeschichtlicher, baugeschichtlicher und ortsgeschichtlicher Bedeutung sowie hoher landschaftsprägender Wirkung Sachgesamtheit Marienschacht, mit den Einzeldenkmalen: Schachtturm (Malakoffturm), Fördermaschinenhaus, ehemaliges Kesselhaus, Sozialgebäude mit Kaue, Heizkesselhaus sowie Sandstein-Verlademauern, ehemalige Expedition und ehemaliges Huthaus; Turm mit dreigeschossiger Gliederung durch Backsteinbänder wie Lisenen auf Polygonalmauerwerk, Polygonalmauerwerk auch das ehemalige Maschinen- und Kesselhaus – alles Segmentbogenstil; Turm mit Pyramidendach (genietete Stahlkonstruktion) mit Dachreiter, darin ehemals Glocke; Teufe einst 566 m, Schacht bis noch etwa 10 m Tiefe vorhanden (Betonplatte); Kesselanlage bis zur Stilllegung 1930; alle Einbauten aus DDR-Zeit, auch das Sozialgebäude ist aus dieser Zeit; Kolbenkompressor 1942, Maschine Bj. 1949, Installation 1956; Opferdach. Das 1886–1893 errichtete Steinkohlebergwerk Marienschacht war ein Zweigwerk der Burgker Steinkohlenwerke. Es ist als Ensemble von besonderer baugeschichtlicher und regionalgeschichtlicher Bedeutung und von hoher landschaftsprägender Funktion erhalten. Dazu gehören nicht nur das Maschinen- und Kesselhaus mit ihrem charakteristischen Polygonalmauerwerk, sondern auch die sog. Expedition (Kontorhaus) und ein Huthaus (Sozialgebäude), die sich an der Schachtstraße 8 und 10 befinden. Baulich hervorragendes Gebäude ist aber der sog. Malakoffturm. Malakofftürme, vor allem im Ruhrgebiet zu finden, werden im Bergbau solche Einhausungen von Fördertechnik genannt, die mit ihren ausladenden Proportionen an die Wehrtürme aus dem Krimkrieg (1853–1856) erinnern. Am Marienschacht zeigt seine dreigeschossige Gliederung durch Backsteinbänder und sein Polygonalmauerwerk, wie anspruchsvoll früher auch Industriegebäude dekoriert und gegliedert waren. | 08964242 |
|      | Einzeldenkmal der Sachgesamtheit Marienschacht: ehemaliges Huthaus des Schachtes (»Revierhaus«) (siehe auch Obj. 08964242, Schachtstraße 8, 10, 12) | Schachtstraße 10 (Karte)          | 1891                         | Baugeschichtliche und ortsgeschichtliche Bedeutung. Ehemaliges Huthaus („Revierhaus“) des Marienschachtes, zweigeschossiger Putzbau von 1891 auf talseitig sichtbarem Sockel aus Polygonalmauerwerk, auf der rechten Seite anlaufende Freitreppe zum Eingangsniveau, Portal mit Schlussstein im flachen Mittelrisalit, Erdgeschoss und Sockel mit Segmentbogenfenstern, das sehr flache Walmdach weist als Form auf die gehobene Funktion des Gebäudes als Sozialgebäude des Steinkohlebergwerks hin. Der Marienschacht war ein Zweigwerk der Burgker Steinkohlenwerke. Er ist als bauliches Ensemble, zu dem auch dieses Huthaus gehört, von besonderer ortsgeschichtlicher und baugeschichtlicher Bedeutung und auch stark landschaftsprägend. LfD/2014. zweigeschossiger massiver Putzbau auf rustikalem Sockel, Walmdach, flacher Mittelrisalit, Erdgeschoss Segmentbogenstil, Schlussstein des Eingangs mit Bergbauzeichen, altes Türblatt, intaktes Wand-Öffnungs-Verhältnis | 09221627 |
|      | Einzeldenkmale der Sachgesamtheit Marienschacht: Schachtturm (Malakowturm), Fördermaschinenhaus, ehemaliges Kesselhaus, Sozialgebäude mit Kaue, Heizkesselhaus sowie Sandstein-Verlademauern des ehemaligen Schachtes (siehe auch Obj. 08964242, Schachtstraße 8, 10, 12)                                                                                                | Schachtstraße 12 (Karte)          | bez. 1886 (Schachtturm)      | Anlage von besonderer bergbaugeschichtlicher, technikgeschichtlicher, baugeschichtlicher und ortsgeschichtlicher Bedeutung sowie hoher landschaftsprägender Wirkung. Sachgesamtheit Marienschacht, mit den Einzeldenkmalen: Schachtturm (Malakowturm), Fördermaschinenhaus, ehemaliges Kesselhaus, Sozialgebäude mit Kaue, Heizkesselhaus sowie Sandstein-Verlademauern, ehemalige Expedition und ehemaliges Huthaus, Turm mit dreigeschossiger Gliederung durch Backsteinbänder wie Lisenen auf Polygonalmauerwerk, Polygonalmauerwerk auch das ehemalige Maschinen- und Kesselhaus – alles Segmentbogenstil, Turm mit Pyramidendach (genietete Stahlkonstruktion) mit Dachreiter, darin ehemals Glocke, Teufe einst 566 m, Schacht bis noch etwa 10 m Tiefe vorhanden (Betonplatte), Kesselanlage bis zur Stilllegung 1930, alle Einbauten aus DDR-Zeit, auch das Sozialgebäude ist aus dieser Zeit, Kolbenkompressor 1942, Maschine Bj. 1949, Installation 1956, Opferdach. Das 1886–1893 errichtete Steinkohlebergwerk Marienschacht war ein Zweigwerk der Burgker Steinkohlenwerke. Es ist als Ensemble von besonderer baugeschichtlicher und regionalgeschichtlicher Bedeutung und von hoher landschaftsprägender Funktion erhalten. Dazu gehören nicht nur das Maschinen- und Kesselhaus mit ihrem charakteristischen Polygonalmauerwerk, sondern auch die sog. Expedition (Kontorhaus) und ein Huthaus (Sozialgebäude), die sich an der Schachtstraße 8 und 10 befinden. Baulich hervorragendes Gebäude ist aber der sog. Malakowturm. Malakowtürme, vor allem im Ruhrgebiet zu finden, werden im Bergbau solche Einhausungen von Fördertechnik genannt, die mit ihren ausladenden Proportionen an die Wehrtürme aus dem Krimkrieg (1853–1856) erinnern. Am Marienschacht zeigt seine dreigeschossige Gliederung durch Backsteinbänder und sein Polygonalmauerwerk, wie anspruchsvoll früher auch Industriegebäude dekoriert und gegliedert waren. Finkler LfD/2014. 1886 Steinkohlebergwerk Marienschacht als Zweigwerk der ehemaligen Freiherrlich Burgker Steinkohlenwerke (Verwaltung auf Schloss Burgk/Freital) errichtet, weitestgehend vollständig erhaltene Übertageanlagen, Teufe des Schachtes: 566 m, nach 1945 durch SDAG Wismut Schacht gesümpft und Wiederinbetriebnahme, Bergbaubetrieb „Willi Agatz“, diente als Material-, Wetter- und Notfahrungsschacht, 1989/90 Stilllegung. Turm mit dreigeschossiger Gliederung durch Backsteinbänder wie Lisenen auf Polygonalmauerwerk, Polygonalmauerwerk, auch das ehemalige Maschinen- und Kesselhaus – alles Segmentbogenstil, Turm mit Pyramidendach (genietete Stahlkonstruktion) mit Dachreiter, darin ehemals Glocke, Kesselanlage bis zur Stilllegung 1930, alle Einbauten aus DDR-Zeit, auch das Sozialgebäude ist aus dieser Zeit, Kolbenkompressor 1942, Maschine Bj. 1949, Installation 1956, Opferdach | 09301516 |
|      | Wohnhaus | Schachtstraße 28 (Karte)          | 1. Hälfte 19. Jh.            | Verputztes Fachwerk-Obergeschoss, baugeschichtliche Bedeutung. Fachwerk, massiv untersetzt (Fachwerk verputzt), Giebel massiv, Sandsteingewände, Biberschwanzdeckung | 08964262 |
|      | Wohnstallhaus und Seitengebäude (über winkelförmigem Grundriss) eines ehemaligen Vierseithofes sowie Hofmauer mit Toreinfahrt und Teich mit Resten der metallenen Einfriedung | Teichplatz 1 (Karte)              | Ende 18. Jh.                 | Wohnstallhaus, Fachwerk Obergeschoss verputzt, ortsbildprägender Bauernhof, baugeschichtlich und sozialgeschichtlich von Bedeutung. Wohnstallhaus: Fachwerk, massiv untersetzt, Sandsteingewände, Seitengebäude: massiv, Krüppelwalmdach | 08964271 |
|      | Wohnhaus | Teichplatz 2 (Karte)              | um 1860                      | charakteristischer ländlicher Bau des 19. Jahrhunderts, bau- und siedlungsgeschichtlich von Bedeutung | 08960540 |
|      | Wohnstallhaus eines Bauernhofes | Teichplatz 3 (Karte)              | Ende 18. Jh.                 | Stattliches Gebäude, Obergeschoss Fachwerk, baugeschichtlich, sozialgeschichtlich und dorfbildprägend von Bedeutung. Fachwerk, massiv untersetzt, massive Giebelseiten, Krüppelwalmdach, Sandstein-Gewände | 08964264 |
|      | Wohnstallhaus, Scheune und Torbogen eines Bauernhofes | Teichplatz 3a (Karte)             | Ende 18. Jh.                 | Wohnstallhaus hofseitig Obergeschoss Fachwerk, baugeschichtlich, sozialgeschichtlich und wirtschaftsgeschichtlich von Bedeutung, dorfbildprägend. Wohnstallhaus: Fachwerk, massiv untersetzt, Krüppelwalmdach, Biberschwanzdeckung, Torbogen aus Sandstein | 08964265 |
|      | Zwei Wohnhäuser (Nr. 4 und Nr. 4a/4b aus zwei Hausteilen) und Hofmauer mit Toranlage (zwei Torpfeiler und Pforte) eines Dreiseithofes | Teichplatz 4; 4a; 4b (Karte)      | Ende 18. Jh.                 | Baugeschichtlich, sozialgeschichtlich und wirtschaftsgeschichtlich von Bedeutung, dorfbildprägend. Wohnhäuser: Krüppelwalmdächer, massiv, Sandsteingewände, Schlussstein im Eingang bei einem der Häuser, bei dem anderen Putzornamentik | 08964266 |
|      | Wohnstallhaus (Teichplatz 5), Seitengebäude (Cunnersdorfer Straße 1/3, ehemals Teichplatz 5a), Scheune (hinter Nr. 5) und Toranlage (Torbogen und Pforte) eines Bauernhofes | Teichplatz 5 (Karte)              | bez. 1828                    | Dorfbildprägende Massivbauten, baugeschichtlich, sozialgeschichtlich und wirtschaftsgeschichtlich von Bedeutung. Putzfassaden, massiv, Eingang mit Girlande | 08964267 |
|      | Wohnhaus (Nr. 6), Seitengebäude (Nr. 6a), Scheune und Torbogen eines Dreiseithofes | Teichplatz 6; 6a (Karte)          | bez. 1834                    | Dorfbildprägende Bauernhäuser, zum Teil in Fachwerkbauweise, baugeschichtlich, sozialgeschichtlich und wirtschaftsgeschichtlich von Bedeutung. Ein Seitengebäude massiv, Sandsteinfenstergewände, das andere Fachwerk, massiv untersetzt, mehrere aneinandergefügte Gebäudeteile, beide mit Putzornamentik | 08964268 |
|      | Wohnstallhaus (Nr. 7), Seitengebäude (Nr. 7a) und Hofmauer mit Pforte eines Dreiseithofes | Teichplatz 7; 7a (Karte)          | bez. 1790 (Wohnstallhaus)    | dorfbildprägende Putzbauten, baugeschichtlich, sozialgeschichtlich und wirtschaftsgeschichtlich von Bedeutung | 08964269 |
|      | Hälfte eines Wohnstallhauses und Toranlage (Torbogen und Pforte) eines Bauernhofes | Teichplatz 8 (Karte)              | Ende 18. Jh. (Wohnstallhaus) | Obergeschoss Fachwerk, baugeschichtlich und sozialgeschichtlich von Bedeutung, dorfbildprägend | 08964270 |